# Königsmark
Königsmark ist Ortschaft und Ortsteil der kreisangehörigen Hansestadt Osterburg (Altmark) im Landkreis Stendal in Sachsen-Anhalt.

## Geographie

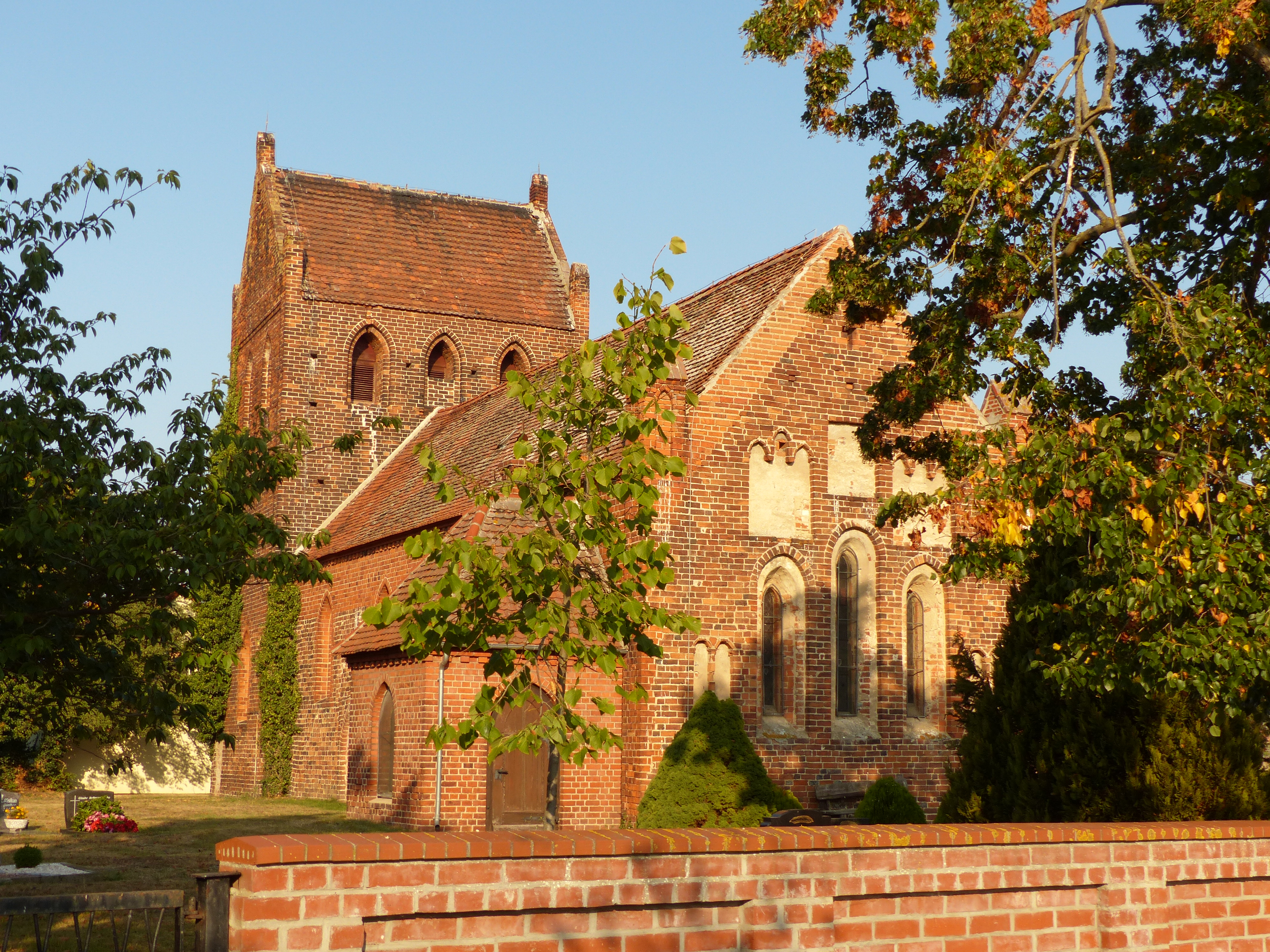
Dorfkirche in Rengerslage

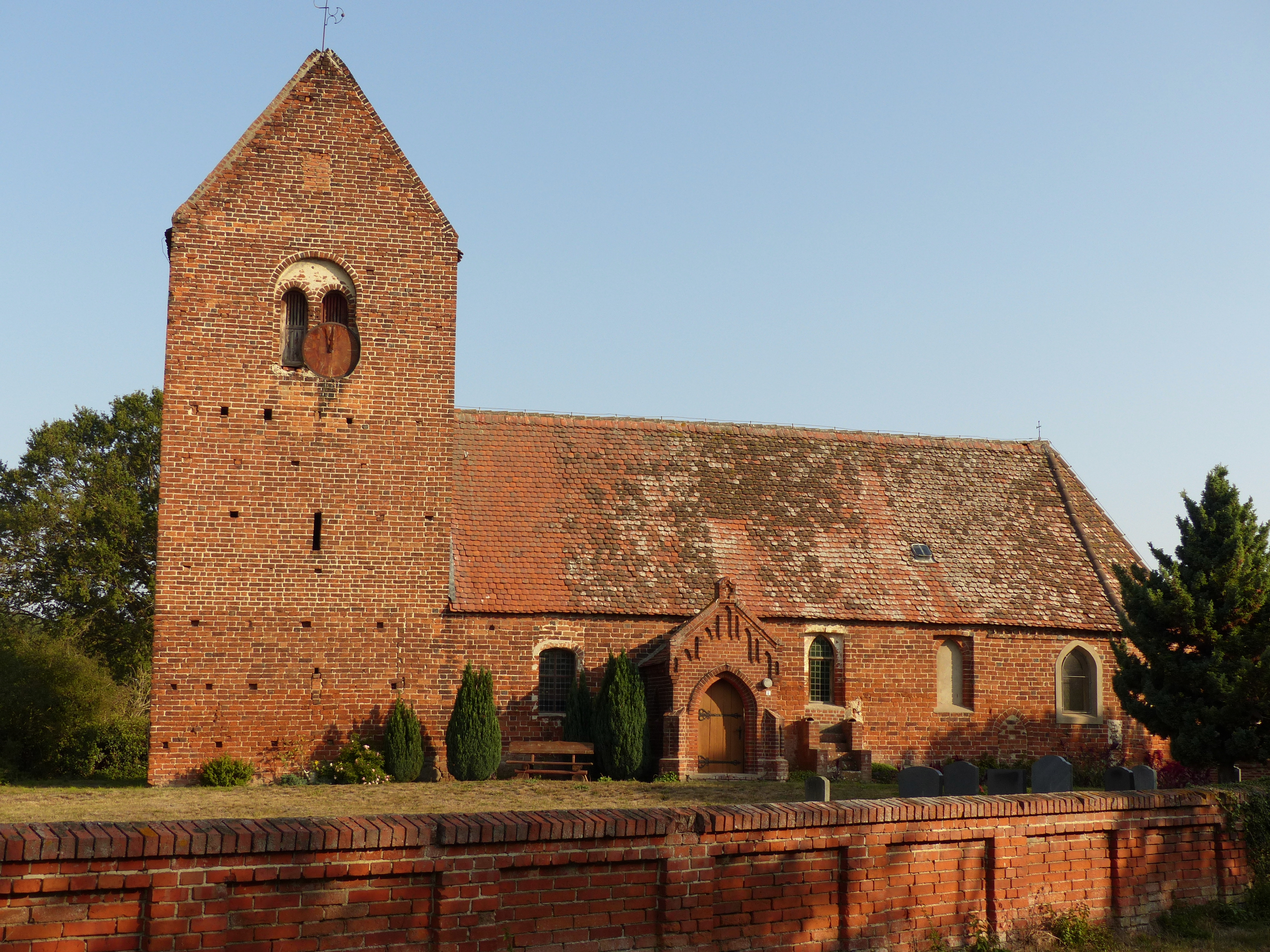
Kirche in Wolterslage

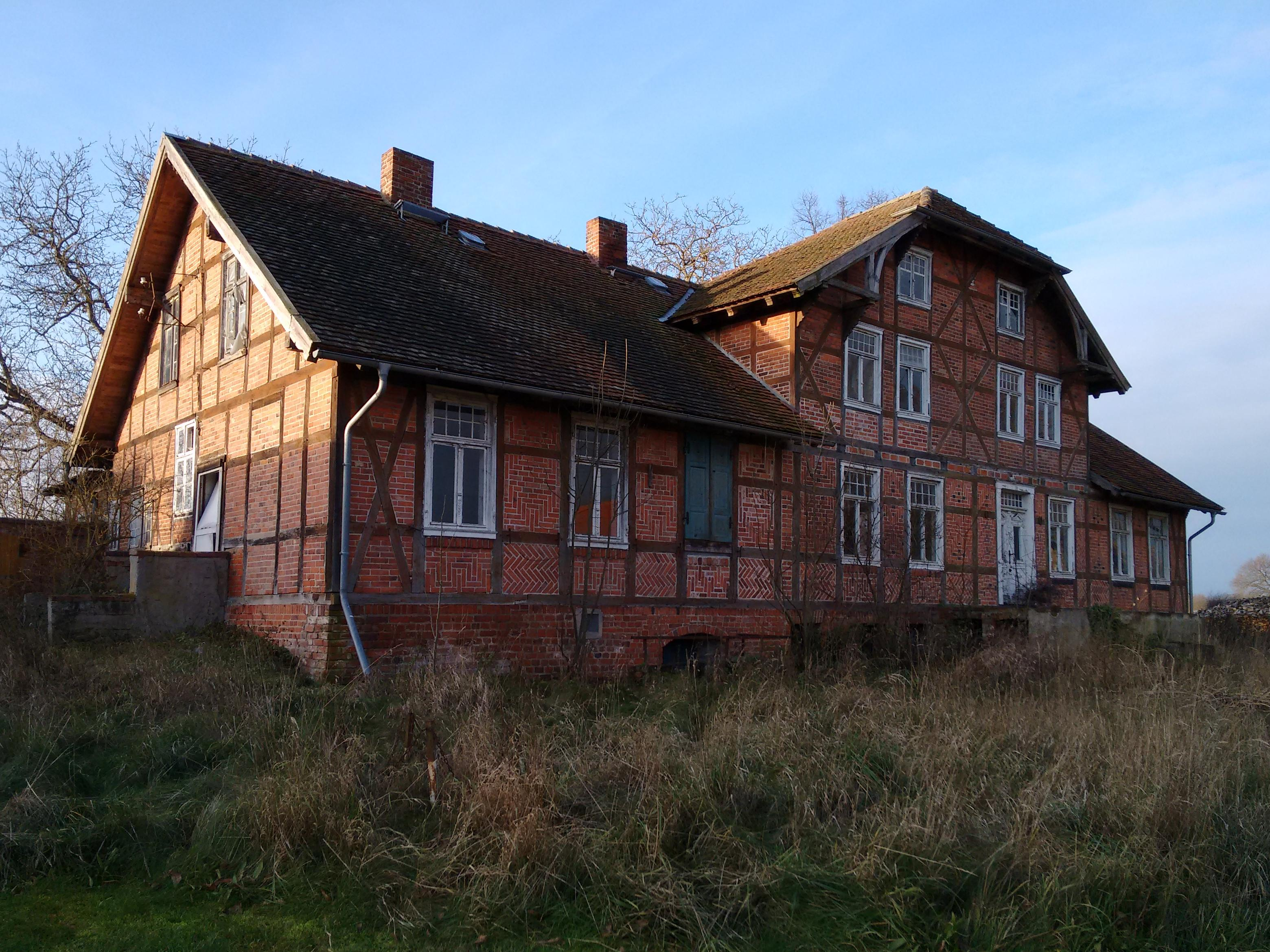
Herrenhaus in Wolterslage

### Lage
Königsmark, eine Streusiedlung mit Kirche, liegt sechs Kilometer östlich von Osterburg und etwa 22 Kilometer nördlich von Stendal im Landschaftsschutzgebiet Altmärkischen Wische, einem tischebenen Gebiet zwischen den Flüssen Elbe und Biese.
Die Gemarkung Königsmark, die etwa das Gebiet der Ortsteile Königsmark und Wasmerslage umfasst, wird im Westen ungefähr durch die Cositte und im Osten durch den Seegraben Iden (Große Wässerung) beziehungsweise die Beverlake begrenzt.
Nachbarorte sind Maierbusch im Westen, Meseberg im Nordwesten, Wolterslage im Norden, Wasmerslage im Nordosten, Iden und Rohrbeck im Südosten und Uchtenhagen im Süden.

### Ortschaftsgliederung
Zur Ortschaft Königsmark gehören die vier Ortsteile Königsmark (mit den Wohnplatz Packebusch), Rengerslage, Wasmerslage und Wolterslage (mit den Wohnplätzen Blankensee und Rethhausen).

## Geschichte

### Mittelalter bis Neuzeit
Im Jahre 1225 wurde ein Heinrici de Kungesmarck als ein Ministerialer beim Verkauf einer Wiese Prinzlowe erwähnt.
Das Dorf Königsmark wurde im Jahre 1328 als in villa, que Konigesmarke nuncupatur erstmals erwähnt, als Anna, Herzogin von Breslau und Frau von Arneburg, einem Bischof einen Hof im Dorf zum Lehen gab. Anna war Witwe des Markgrafen Herrmann von Arneburg. Weitere Nennungen sind 1541 konigsmarck, 1542 Königsmarck, 1687 Königsmarck und 1804 Dorf und Gut Königsmark mit Windmühle, Schmiede, Ziegelei und Krug.

### Erwähnung 1164
Der Chronist Christoph Entzelt teilte im Jahre 1579 mit, ein Heinricus, Sohn des Grafen Werner II. zu Osterburg, habe im Jahre 1164 die Kirchen zu Königsmark und Calberwisch erbaut. Auch der Chronist Beckmann und anderen Autoren bezogen sich darauf. Die Historikerin Corrie Leitz weist darauf hin, dass das Jahr 1164 historisch nicht belegbar ist.

### Herkunft des Ortsnamens
Der erste Teil des Namens enthält einen Eigennamen, abzuleiten der aus dem althochdeutschen „chunni“ für „Geschlecht“ oder von „chunnig“ oder „konig“ für ein „Mann von edlem Geschlecht“. Die Silbe „mark“ steht für „Grenze“ oder „Gebiet“.

### Vorgeschichte
Wenige Scherbenfunde im Ort deuten auf eine wahrscheinlich altslawische Siedlung des 9. oder 10. Jahrhunderts. Die Landwehr bei Königsmark, eine Wallanlage, ist undatiert.

### Eingemeindungen
Bis 1807 gehörte das Dorf zum Seehausenschen Kreis der Mark Brandenburg in der Altmark. Zwischen 1807 und 1813 lag es im Stadtkanton Osterburg auf dem Territorium des napoleonischen Königreichs Westphalen. Ab 1816 gehörte die Gemeinde zum Kreis Osterburg, dem späteren Landkreis Osterburg.
Am 25. Juli 1952 wurde die Gemeinde Königsmark in den Kreis Osterburg umgegliedert. Am 1. Januar 1974 wurden die Gemeinden Rengerslage und Wolterslage (mit Blankensee und Rethausen) in die Gemeinde Königsmark eingemeindet. Am 1. Januar 1990 wurde der Ortsteil Wasmerslage der Gemeinde Königsmark zugeordnet. Am 1. Juli 1994 wurde die Gemeinde Königsmark dem heutigen Landkreis Stendal zugeordnet.
Durch einen Gebietsänderungsvertrag haben die Gemeinderäte der Gemeinden Ballerstedt, Düsedau, Erxleben, Flessau, Gladigau, Königsmark, Krevese, Meseberg, Rossau, Walsleben und der Hansestadt Osterburg (Altmark) beschlossen, dass ihre Gemeinden aufgelöst und zu einer neuen Einheitsgemeinde mit dem Namen Hansestadt Osterburg (Altmark) vereinigt werden. Dieser Vertrag wurde vom Landkreis als unterer Kommunalaufsichtsbehörde genehmigt und trat am 1. Juli 2009 in Kraft.
Nach Umsetzung des Gebietsänderungsvertrages der bisher selbständigen Gemeinde Königsmark werden Königsmark, Rengerslage, Wasmerslage und Wolterslage Ortsteile der neuen Hansestadt Osterburg (Altmark). Für die eingeflossene Gemeinde wird die Ortschaftsverfassung nach den §§ 86 ff. der Gemeindeordnung Sachsen-Anhalt eingeführt. Die aufgenommene Gemeinde Königsmark und künftigen Ortsteile Königsmark, Rengerslage, Wasmerslage und Wolterslage werden zur Ortschaft der neuen Hansestadt Osterburg (Altmark). In der eingeflossenen Gemeinde und nunmehrigen Ortschaft Königsmark wird ein Ortschaftsrat mit sechs Mitgliedern einschließlich Ortsbürgermeister gebildet.

### Einwohnerentwicklung
| Jahr | Einwohner |
| ---- | --------- |
| 1734 | 137       |
| 1775 | 149       |
| 1789 | 149       |
| 1798 | 203       |
| 1801 | 246       |
| 1818 | 182       |
| 1840 | 254       |
| 1864 | 351       |

| Jahr | Einwohner |
| ---- | --------- |
| 1871 | 329       |
| 1885 | 320       |
| 1892 | [00]335   |
| 1895 | 302       |
| 1900 | [00]327   |
| 1905 | 309       |
| 1910 | [00]339   |
| 1925 | 408       |

| Jahr | Einwohner |
| ---- | --------- |
| 1939 | 304       |
| 1946 | 509       |
| 1964 | 332       |
| 1971 | 313       |
| 1981 | 565       |
| 1993 | 551       |
| 2006 | 516       |
| 2011 | [00]227   |

| Jahr | Einwohner |
| ---- | --------- |
| 2012 | [00]219   |
| 2018 | [00]198   |
| 2019 | [00]211   |
| 2020 | [00]211   |
| 2021 | [00]184   |
| 2022 | [0]190    |
| 2023 | [0]197    |

Quelle, wenn nicht angegeben, bis 2006:

## Religion
Die evangelische Kirchengemeinde Königsmark, die früher zur Pfarrei Königsmark bei Osterburg in der Altmark gehörte, wird heute betreut vom Pfarrbereich Königsmark im Kirchenkreis Stendal im Bischofssprengel Magdeburg der Evangelischen Kirche in Mitteldeutschland.
Die ältesten überlieferten Kirchenbücher für Königsmark stammen aus dem Jahre 1652.
Die katholischen Christen gehören zur Pfarrei St. Anna in Stendal im Dekanat Stendal im Bistum Magdeburg.

## Politik

### Ortsbürgermeister
Ortsbürgermeister der Ortschaft Königsmark ist Rainer Moser. Letzter Bürgermeister der Gemeinde Königsmark war Dieter Werner.

### Ortschaftsrat
Die Ortschaftsratswahl am 26. Mai 2019 ergab das folgende Ergebnis:
- 4 Sitze: Parteiunabhängige Wählergemeinschaft Königsmark (PUW) (50,4 Prozent)
- 1 Sitz: CDU (24,1 Prozent)
- 1 Sitz: SPD (14,7 Prozent)
- ohne Sitz: FPD (10,9 Prozent)

Gewählt wurden eine Ortschaftsrätin der PUW und fünf Ortschaftsräte. Die Wahlbeteiligung lag bei 56,4 Prozent.

### Wappen
Blasonierung: „Gespalten von Grün und Silber, vorn pfahlweise drei silberne Lilien, hinten am Spalt drei linke rote Spitzen.“
Die Farben der ehemaligen Gemeinde sind – abgeleitet von Wappenmotiv und Schildfarbe der heraldisch vorderen Schildhälfte – Silber (Weiß)/Grün.
Die heraldisch linke Schildseite zeigt auf silbernem (weißen) Grund drei rote Spitzen. Dieser Wappenteil bezieht sich auf die Familie von Königsmark bzw. auf den Ort selbst.
Die heraldisch rechte Schildseite symbolisiert mit drei silbernen Lilien auf grünem Grund die drei Ortsteile, wobei das Grün für die naturelle Umgebung steht.
Geschaffen hat das Wappen der Kommunalheraldiker Jörg Mantzsch.

### Flagge
Die Flagge ist Weiß - Grün (1:1) gestreift (Querform: Streifen waagerecht, Längsform: Streifen senkrecht verlaufend) und mittig mit dem Gemeindewappen belegt.

## Kultur und Sehenswürdigkeiten
- Die evangelische Dorfkirche Königsmark, ein romanischer Backsteinbau aus dem 12. Jahrhundert, war ursprünglich eine dreischiffige Basilika. Die Seitenschiffe trug man im 17. Jahrhundert ab und vermauerte die Arkaden.[30]
- Ortsfriedhof an der Kirche
- Das frühere Gutshaus (Herrenhaus) steht unter Denkmalschutz.

## Wirtschaft und Infrastruktur
In der typischen Wischelandschaft ist die Landwirtschaft traditionell stark präsent. In Königsmark gibt es eine Kindertagesstätte mit Hort. Der Kultur- und Sportverein Königsmark organisiert Veranstaltungen im Dorfgemeinschaftshaus und das jährliche Dorffest. Die heilpädagogische Einrichtung des Diakoniewerks Osterburg e. V. nutzt das frühere Gutshaus.

### Verkehrsanbindung
Königsmark liegt an der Landesstraße L9 von Osterburg (Altmark) nach Sandau (Elbe) (über eine Elbe-Gierseilfähre in Sandauerholz). Der nächste Bahnhof befindet sich in Osterburg an der Strecke Magdeburg–Wittenberge.